# ويليام رودس
ويليام رودس (5 أغسطس 1936 ببرادفورد في المملكة المتحدة - 16 أغسطس 2005 في المملكة المتحدة) (بالإنجليزية: William Rhodes)‏ هو لاعب كريكت بريطاني. لعب مع نادي مقاطعة نوتنغهامشير للكريكت ‏.